# 薩米特縣 (猶他州)
薩米特縣（英語：Summit County）是美国犹他州東北部的一個縣，東、東北鄰怀俄明州，面積4,874平方公里。根據2020年美國人口普查，共有人口42,357人。縣治科爾維（Coalville），最大城市為帕克城（Park City）。
縣名意譯是「高點」，指的是本縣擁有全州39個最高點。